# Brevipalpus orobos
Brevipalpus orobos är en spindeldjursart som beskrevs av Hasan, Akbar och Ashfaq 2002. Brevipalpus orobos ingår i släktet Brevipalpus och familjen Tenuipalpidae. Inga underarter finns listade.